# 迪尔克·哈费迈斯特
迪尔克·哈费迈斯特（德語：Dirk Hafemeister，1958年4月17日—2017年8月31日），德国男子马术运动员。他曾代表西德参加1988年夏季奥林匹克运动会马术比赛，获得团体场地障碍赛金牌。